# Иртышское
Иртышское (каз. Ертіс) — село в Осакаровском районе Карагандинской области Казахстана. Административный центр Иртышского сельского округа. Код КАТО — 355645100.

## Население
В 1999 году население села составляло 878 человек (436 мужчин и 442 женщины). По данным переписи 2009 года, в селе проживало 268 человек (134 мужчины и 134 женщины).